# Aeropos z Linkos
Aeropos (gr.:  Ἀέροπος, Áéropos) (IV w. p.n.e.) – książę Linkos z dynastii Bakchiadów, syn króla Linkos Arrabajosa II, dowódca w czasie bitwy pod Cheroneą (338 p.n.e.).
W czasie wojny z Tebanami, Aeropos i Damasippos, dowódcy Filipa II, króla Macedonii, wynajęli z karczmy muzykantkę, którą przyprowadzili do obozu. Król widząc to, postanowił wygnać ich poza granice swego królestwa. Prawdopodobnie uważał ich działania za rozmyślne szydzenie z jego władzy. Stąd zapewne ten incydent stał się pretekstem dla usunięcia Aeroposa, jako politycznego rywala. Damazyp, prawdopodobnie bliski przyjaciel Aeroposa, także musiał odejść. Aeropos był ojcem Arrabajosa, Heromenesa oraz Aleksandra Linkestesa. Ci trzej byli oskarżeni o udział w zamachu na królu Filipie II Macedońskim. Dwaj pierwsi zostali skazani na śmierć, a trzeci z nich uniewinniony.